# Microvariability and Oscillations of STars
Il telescopio Microvariability and Oscillations of STars, meglio conosciuto semplicemente come MOST, è il primo e (fino al 2011) unico telescopio spaziale canadese. È anche il più piccolo telescopio spaziale esistente e per questa ragione i suoi costruttori lo hanno soprannominato “Humble Space Telescope” (humble in inglese significa umile), giocando sull'assonanza con il nome di uno dei più grandi, il telescopio spaziale Hubble. Il MOST è il primo veicolo spaziale dedicato allo studio dell'astrosismologia.

## Descrizione
Come suggerisce il suo nome, traducibile con Microvariabilità e Oscillazioni delle STelle, la missione principale del MOST è quella di monitorare le variazioni nella luce delle stelle; questo obiettivo viene raggiunto osservando un singolo astro per un lungo periodo di tempo (fino a 60 giorni). I telescopi spaziali più grandi non possono puntare un singolo oggetto per così lungo tempo a causa dell'elevata domanda di utilizzo dei telescopi stessi da parte dei ricercatori.
Avendo un peso di 53 kg, una larghezza e altezza di 65 cm e una profondità di 30 cm, le dimensioni e il peso del MOST sono paragonabili a quelli di una piccola cassapanca o di una grossa valigia, facendolo rientrare nella categoria dei satelliti miniaturizzati.
Il MOST è stato sviluppato grazie agli sforzi congiunti della Canadian Space Agency, della Dynacon Enterprises Limited, dello Space Flight Laboratory (SFL) presso l'University of Toronto Institute for Aerospace Studies e dell'Università della Columbia Britannica. Guidato da Jaymie Matthews, il team di scienziati che ha sviluppato il satellite aveva lo scopo di studiare l'età dell'universo e di scoprire nuovi esopianeti in base alle variazioni di luminosità da essi prodotte nelle stelle intorno a cui orbitano.
Il MOST è equipaggiato con un doppio CCD, alimentato da un telescopio Maksutov di 15 cm di apertura. Uno dei CCD genera le immagini scientifiche, mentre l'altro produce delle immagini utilizzate da un software che, assieme a gruppo di quattro volani controllati da un computer (una specie di giroscopio), mantiene il puntamento con un errore inferiore a 1 secondo d'arco; nessun altro satellite miniaturizzato finora costruito dispone di un sistema di puntamento più preciso.
La progettazione del resto del MOST è stata basata sui microsatelliti disegnati dall'AMSAT e commercializzati dalla SSTL (che ha sede presso l'Università del Surrey nel Regno Unito). Durante le prime fasi dello sviluppo del MOST, il team della AMSAT specializzato in microsatelliti ha consigliato e supportato il team di progettazione del MOST. La filosofia alla base di questo tipo di progettazione è finalizzata al contenimento dei costi: tale obiettivo viene raggiunto facendo uso di elettronica a basso costo, impiegando team di poche persone e prototipi molto semplici. Il costo totale del MOST (progettazione, costruzione, lancio e vita operativa) si aggira intorno a 10 milioni di dollari canadesi, che al cambio al momento del lancio equivalevano a circa 7 milioni di euro. Si tratta di una cifra molto bassa se confrontata con i costi medi di un satellite artificiale.
Il satellite è gestito dalla Canadian Space Agency e controllato dallo SFL (dove è situata la centrale di controllo principale del satellite) assieme con la Microsat Systems Canada Inc. (dopo che nel 2009 la divisione spaziale della Dynacon è stata venduta a questa azienda). Dopo sette anni di vita operativa, nonostante la rottura di due componenti (uno dei quattro volani e un componente di uno dei due CCD), il satellite è ancora in funzione: un upgrade del software e alcune componenti hardware di riserva montate sul satellite in fase di costruzione hanno permesso di riconfigurarlo dopo le rotture e di migliorare le sue prestazioni.

## Scoperte
Il team del MOST ha reso note diverse scoperte. Nel 2004 ha annunciato che la stella Procione aveva oscillazioni inferiori rispetto a quanto previsto, sebbene questo risultato sia stato messo in discussione. Nel 2006 è stata scoperta l'esistenza di un nuovo tipo di stelle variabili, le "supergiganti B a pulsazione lenta" (slowly pulsating B supergiants, SPBsg). Ulteriori scoperte sono elencate nella pagina dedicata presso il sito della Università della Columbia Britannica.

## Gli obiettivi delle campagne osservative del MOST
- Procione
- HD 209458 b
- HD 163899